# Calliodes
Calliodes é um gênero de traça pertencente à família Arctiidae.